# Kapuzinerkirche (Klagenfurt am Wörthersee)

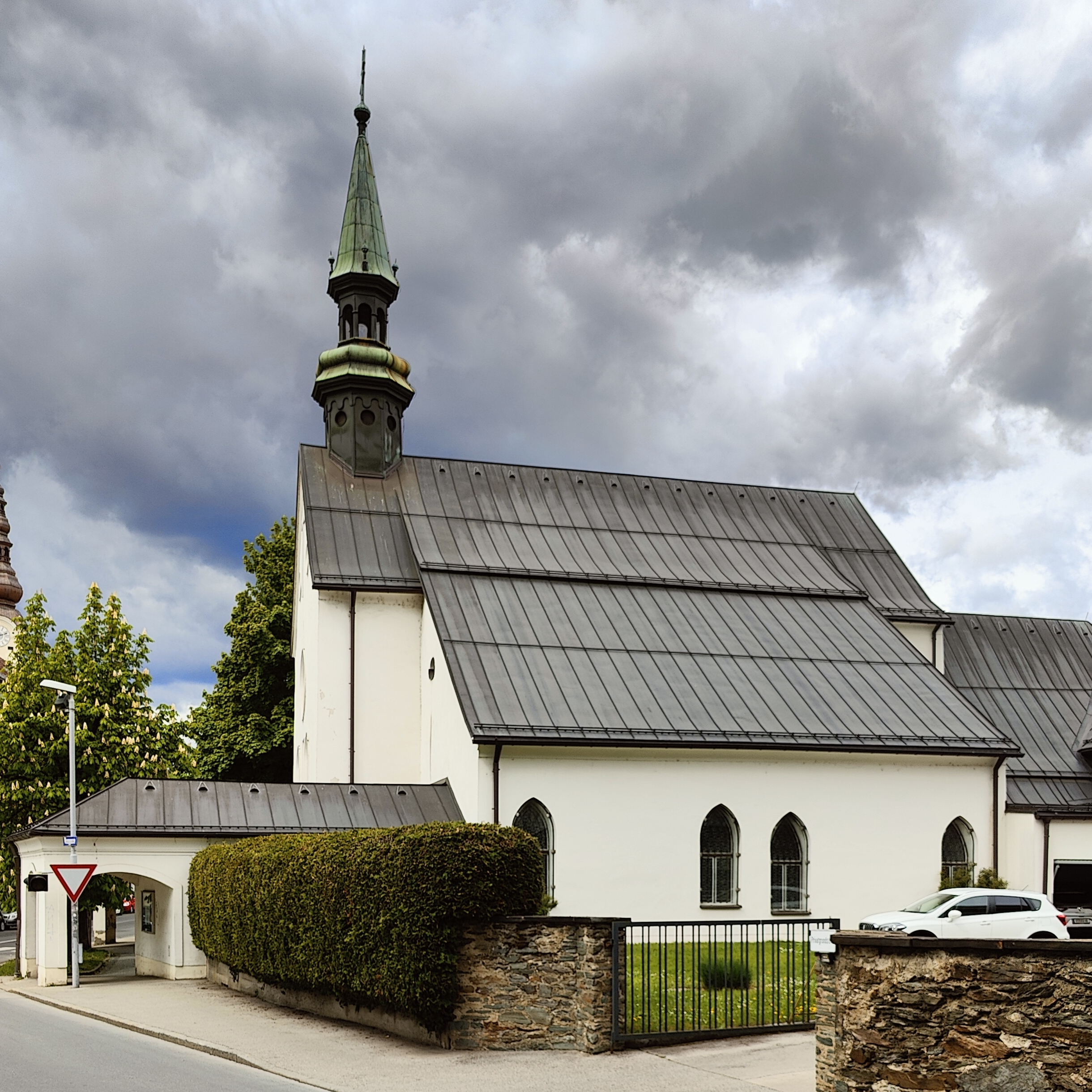
Kapuzinerkirche

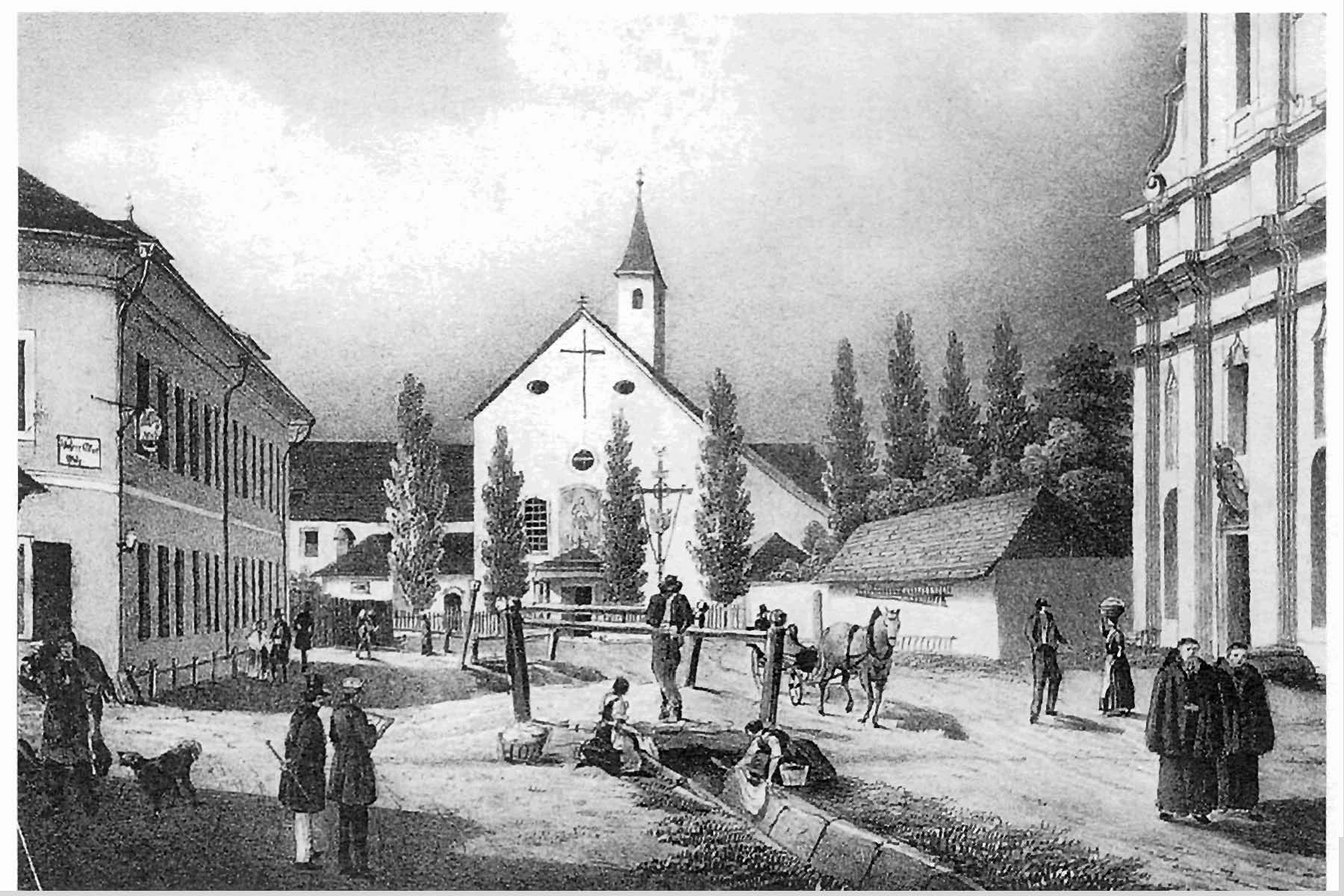
Feuerbach vor der Kapuzinerkirche, Mitte 19. Jahrhundert

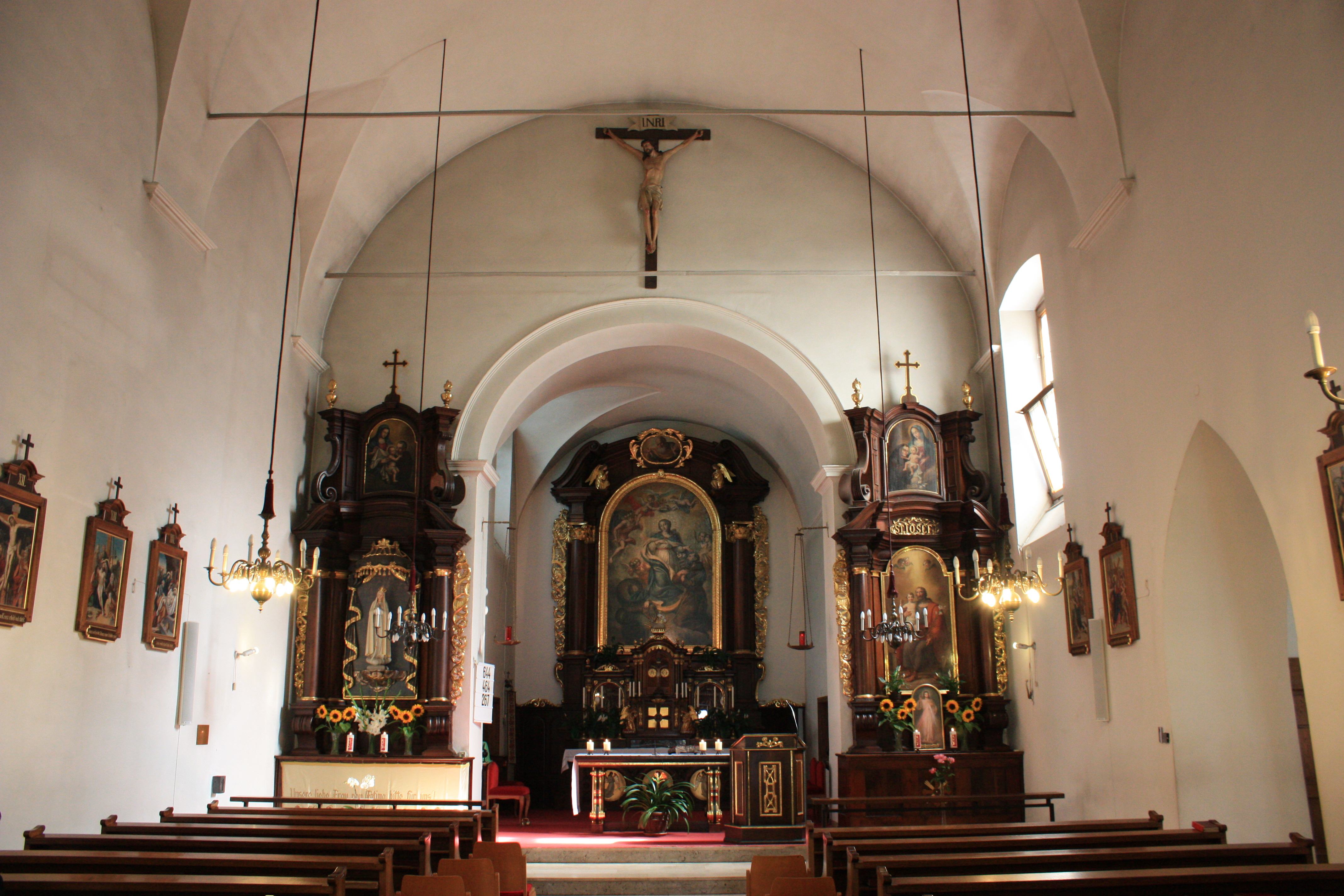
Innenansicht

Die Kapuzinerkirche ist eine in der Mitte des 17. Jahrhunderts errichtete römisch-katholische Kirche in der Innenstadt von Klagenfurt am Wörthersee. Die Kirche steht unter Denkmalschutz (Listeneintrag).

## Baugeschichte
Die Kirche wurde in den Jahren 1646 bis 1649 gemeinsam mit der sich damals direkt an die Kirche anschließenden, vierflügeligen, schlichten Klosteranlage des Kapuzinerordens erbaut und der heiligen Maria geweiht. Die südliche Stirnseite, an der sich der Eingang des nach Norden gerichteten Baus befindet, bildet heute den nördlichen Abschluss der Bahnhofstraße, die bis Mitte des 19. Jahrhunderts Breite Bach- oder Kanalgasse hieß, weil durch sie der offene Feuerbach floss.
Das Äußere der Kapuzinerkirche wurde seit ihrer Errichtung kaum verändert. Das Klosterbau hingegen wurde um 1970 östlich der Kirche als modernes Flachdachgebäude neu errichtet, die alte Anlage 1979 abgerissen.

## Baubeschreibung und Inneres
Das südseitige Portal der in frühbarockem Stil gebauten Kirche wird von einem auf Säulen ruhenden Vordach geschützt. Oberhalb des Portals befindet sich auf beiden Seiten jeweils ein Rundbogenfenster, noch etwas höher ist mittig ein Rundfenster eingelassen. Auf dem steilen Dachgiebel befindet sich ein achteckiger Dachreiter mit kleiner Laterne und einem geschwungenen Spitzhelm.
Das Kirchenschiff ist fensterarm und hat ein Tonnengewölbe mit Stichkappen, der gerade geschlossene Altarraum ist gleichfalls tonnengewölbt. An der Ostseite der Kirche sind zwei Kapellen mit nahezu quadratischem Grundriss angebaut, die über spitzbogige Öffnungen mit dem Schiff verbunden sind. Nordseitig des Chores befindet sich der Chorraum der Klosterbrüder mit einem ehemaligen Altarbild von August Veiter.
Die drei ungefassten Altäre sind aus dunklem Holz und spärlich vergoldet. Das große, Mitte des 18. Jahrhunderts angefertigte Altarbild des Hochaltars zeigt die Mutter Gottes mit dem heiligen Franziskus, umgeben von Engeln. Die beiden Seitenaltäre füllen die schmalen Wandstreifen, die durch den in der Breite des eingezogenen Altarraumes gehaltenen Triumphbogen bestimmt werden. Im linken Altar befindet sich eine Fatimastatue aus Zedernholz, die 1951 in Portugal erworben wurde, im Aufsatzbild sind der heilige Josef mit Kind und Maria dargestellt. Der rechte Altar ist durch ein Bild des heiligen Josef mit Kind von August Veiter geschmückt. Auf der Mensa steht eine Herz-Jesu-Statue von K. Campidell aus dem Jahr 1965, in der südseitigen Kapelle befindet sich eine weitere Statue, die die Loretto-Maria darstellt.